# Rue Jean-Sébastien-Bach
La rue Jean-Sébastien-Bach est une voie située dans le quartier de la Gare du 13e arrondissement de Paris, en France.

## Origine du nom
Elle porte le nom du compositeur Jean-Sébastien Bach.

## Historique
La voie, dont l'ouverture fut décrétée en 1938, fut réalisée après la Seconde Guerre mondiale et prend son nom actuel 28 octobre 1954. 

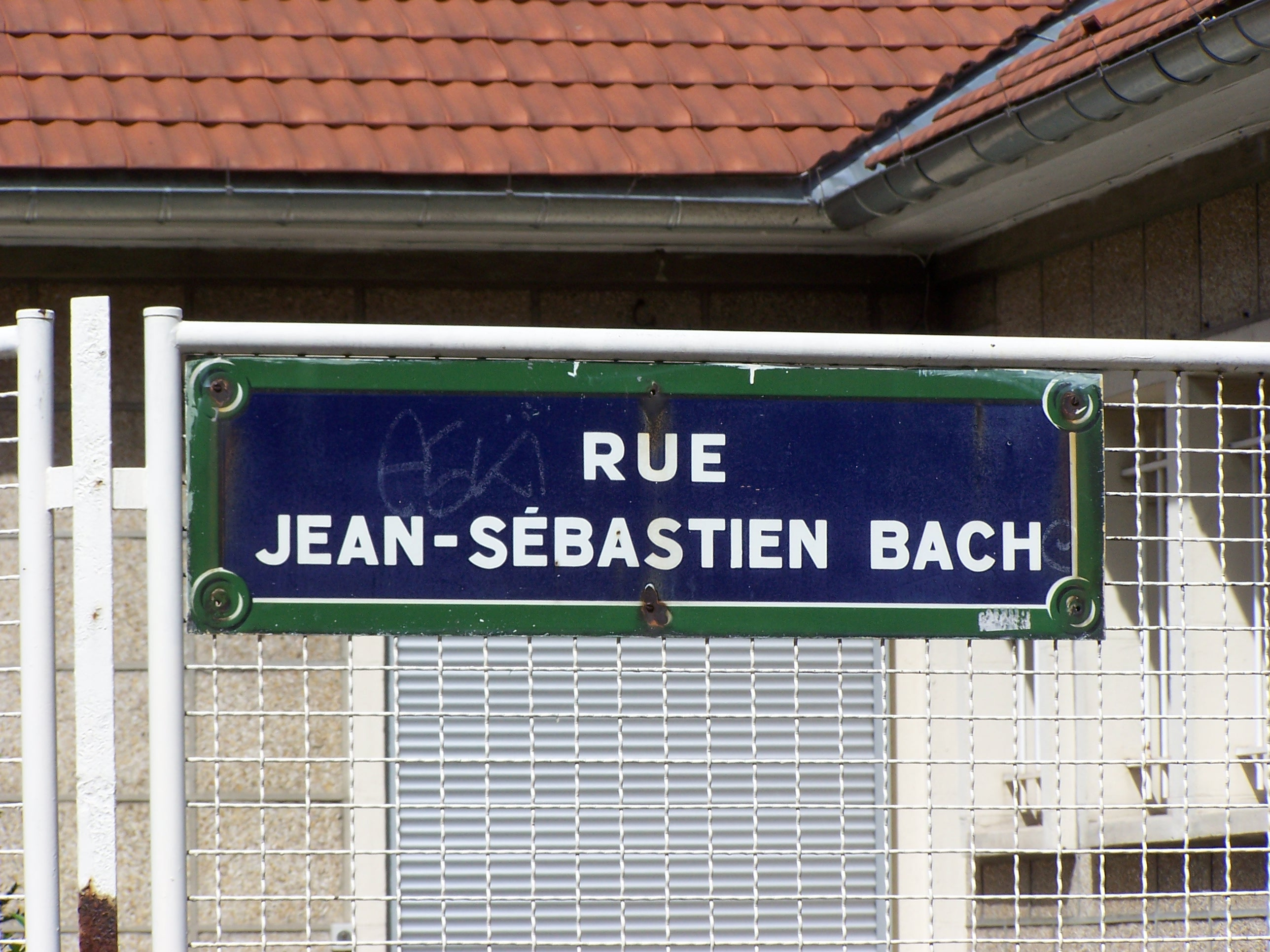
Plaque de rue de la rue Jean-Sébastien-Bach.

## Bâtiments remarquables et lieux de mémoire

Art urbain.